# Emma Peel
Emma Peel est un personnage fictif de la série télévisée britannique Chapeau melon et bottes de cuir interprété par l’actrice anglaise Diana Rigg. Emma Peel apparaît dans deux saisons de la série, en 1965-1966 et 1967, soit 51 épisodes. Elle marque durablement les esprits.

## Place du personnage dans la série
Cinquième partenaire de l'agent John Steed (et troisième partenaire féminine), elle apparaît dans les saisons 4 (noir et blanc) et 5 (couleur) de la série, jouant dans 51 épisodes. Elle est donc la partenaire de Steed qui sera restée le plus longtemps dans la série.
Dans la série, le rôle est d'abord confié à l'actrice Elizabeth Shepherd (en). Après avoir terminé l'épisode « The Town of No Return » et la moitié de « The Murder Market », les producteurs ont conclu que, bien que talentueuse, elle ne convenait pas. Diana Rigg reprend alors le rôle et les scènes du premier épisode sont retournées avec elle. Dans l'adaptation cinématographique du film de 1997, elle est jouée par Uma Thurman.

## Personnage
Le nom du personnage d'Emma Peel vient d'un jeu de mots avec « Man Appeal » ou « M. Appeal » (littéralement « qui attire l'homme », ou « charmeuse d'hommes »), ce qui pour l'équipe de production correspondait à un des éléments requis du personnage.
Elle est née en 1946 à Londres, elle avait pour nom de jeune fille Emma Knight et a hérité de la société de son père John Knight à 21 ans. Elle est également veuve de M. Peter Peel, aviateur disparu en Amazonie.
Elle est spécialiste en ju-jitsu, en kung-fu et est au moins 3e dan de judo et 1er dan de karaté. C’est une excellente scientifique (chimie[source insuffisante], balistique, physique quantique…). Elle n'a peur de rien (sauf que Steed ne la sauve pas à temps si elle est menacée de mort ou que Steed meurt avant qu'elle n'intervienne) et est difficilement émotive.
Un beau jour, elle lit dans son horoscope qu'elle rencontrera un bel et sombre inconnu (quel épisode ?). Peu après, elle rencontre John Steed en emboutissant accidentellement sa voiture ce qui n'empêchera pas les deux personnages de se connaître et de s'apprécier. À ce moment-là, Steed collaborait déjà avec Catherine Gale. Le départ de cette dernière permettra à Steed de prendre Emma comme partenaire, en lui donnant un coup de téléphone[source insuffisante].
Dans l'adaptation de Jeremiah S. Chechik, Emma est soupçonnée d'être une scientifique travaillant pour une puissance ennemie, et se voit donc contrainte de collaborer avec John Steed afin de démontrer sa loyauté.
Habillée par John Bates (en), son style vestimentaire particulier comme sa combinaison en cuir (dans la lignée de Cathy Gale) devient une source d'influence pour la mode des années 1960. Ses combinaisons moulantes en couleur (dans la saison 5) ont eu un réel succès et elles sont surnommées Emmapeelers. Elle conduit généralement une Lotus Elan.
Dans la série, elle est rarement battue en combat et elle sauve Steed aussi souvent qu’il la sauve (point commun partagé par la plupart des autres partenaires de Steed). Son intelligence leur permet de venir à bout des savants les plus fous. Son humour et sa complicité avec John Steed apportent une certaine tension sexuelle entre eux, même si, sur ce sujet, la série reste évasive.

## Le départ
Elle quitte la série à la fin de la saison 5 (elle ne sera restée que deux saisons). Elle part avec son mari qui, un beau jour, reparaît d’Amazonie. Par une étrange coïncidence, celui-ci — qui n'apparaît que de loin — ressemble fort, par sa silhouette et son allure générale, à John Steed lui-même.
Emma est remplacée par Tara King (elles se rencontreront dans l’escalier de l’appartement de Steed) dans l'épisode « charnière » qu'est Ne m'oubliez pas (The Forget-Me-Knot). Emma ne donnera à Tara qu'un seul conseil : dans quel sens tourner la cuillère dans la tasse de thé de Steed.
Par la suite, Emma divorcera de son mari. Elle et Steed ne se sont jamais perdus de vue depuis la fin de leur collaboration.

## Prononciation du nom dans le doublage en français
La bande-son originale permet de constater que le nom de famille est prononcé à l'anglaise, le double « e » du nom étant prononcé « i » : Peel se prononce « pil ».
Les doubleurs français ont décidé, par analogie avec la prononciation de certains noms de famille français, de considérer le double « e » comme un « è » : le nom est prononcé, à tort, « pel » (notamment dans la réplique récurrente de Steed : « Mme Peel, on a besoin de nous »).